# Jesús Gallardo
Jesús Daniel Gallardo Vasconcelos (ur. 15 sierpnia 1994 w Cárdenas) – meksykański piłkarz występujący na pozycji lewego obrońcy, lewego pomocnika lub lewego skrzydłowego, reprezentant Meksyku, od 2024 roku zawodnik Toluki.

## Kariera klubowa
Gallardo pochodzi z miasta Cárdenas w stanie Tabasco. Karierę piłkarską rozpoczynał w czwartoligowej drużynie Once Hermanos z pobliskiego Huimanguillo, skąd przeniósł się do innego czwartoligowca – Jaguares de la 48 z siedzibą w Reformie. Drugi z tych zespołów był zarazem filią występującego w najwyższej klasie rozgrywkowej klubu Jaguares de Chiapas. W wieku dziewiętnastu lat przeniósł się do klubu Pumas UNAM ze stołecznego miasta Meksyk po tym, jak wysłannicy tej drużyny zauważyli jego talent podczas jednego z meczów czwartej ligi. Przez pierwszy rok występował w trzecioligowych rezerwach klubu – Pumas Naucalpan. Do pierwszego zespołu został włączony przez szkoleniowca Guillermo Vázqueza i zadebiutował w nim we wrześniu 2014 z Tolucą (2:2) w krajowym pucharze; strzelił również wówczas gola.
W Liga MX zadebiutował 23 listopada 2014 w wygranym 4:2 spotkaniu z Monterrey, jednak przez pierwsze półtora roku pełnił wyłącznie rolę rezerwowego. W jesiennym sezonie Apertura 2015 zdobył z Pumas wicemistrzostwo Meksyku (rozegrał wówczas jeden mecz), a podstawowym piłkarzem zespołu został dopiero po przyjściu do klubu trenera Francisco Palencii. Szybko został wyróżniającym się skrzydłowym w lidze, imponując przyspieszeniem, dynamiką i wykończeniem akcji. Premierową bramkę w pierwszej lidze strzelił 21 sierpnia 2016 w wygranej 5:3 konfrontacji z Monterrey.

## Kariera reprezentacyjna
W seniorskiej reprezentacji Meksyku Gallardo zadebiutował za kadencji selekcjonera Juana Carlosa Osorio, 8 października 2016 w wygranym 2:1 meczu towarzyskim z Nową Zelandią. W lipcu 2017 został powołany na Złoty Puchar CONCACAF; pełnił wówczas rolę podstawowego piłkarza swojej kadry i rozegrał wszystkie pięć meczów (z czego trzy w wyjściowym składzie). Jego drużyna odpadła natomiast z rozgrywek w półfinale, ulegając Jamajce (0:1). 26 czerwca 2018 w meczu grupowym mistrzostw świata w Rosji przeciwko reprezentacji Szwecji otrzymał najszybszą w historii żółtą kartkę na mundialu w dwunastej sekundzie meczu.

## Statystyki kariery

### Klubowe
| UNAM   | 2014–2015 | Meksyk | Liga MX | 13 | 0 | 8  | 1 | —        | — | — | 21 | 1 |
| UNAM   | 2015–2016 | Meksyk | Liga MX | 1  | 0 | 4  | 0 | CL       | 2 | 0 | 7  | 0 |
| UNAM   | 2016–2017 | Meksyk | Liga MX | 34 | 6 | —  | — | LMC      | 5 | 2 | 39 | 8 |
| UNAM   | 2017–2018 | Meksyk | Liga MX |    |   | —  | — | —        | — | — | 0  | 0 |
| Ogółem | Ogółem    | Ogółem | Ogółem  | 48 | 6 | 12 | 1 | CL + LMC | 7 | 2 | 67 | 9 |

- CL – Copa Libertadores
- LMC – Liga Mistrzów CONCACAF

### Reprezentacyjne
| Meksyk | Meksyk | 2016   | 2 | 0 | — | — | —   | — | — | 2  | 0 |
| Meksyk | Meksyk | 2017   | 6 | 0 | 5 | 0 | ZPC | 5 | 0 | 16 | 0 |
| Meksyk | Meksyk | 2018   |   |   | — | — | —   | — | — | 0  | 0 |
| Ogółem | Ogółem | Ogółem | 8 | 0 | 5 | 0 | ZPC | 5 | 0 | 18 | 0 |

- ZPC – Złoty Puchar CONCACAF